# الباویطی
الباویطی (به عربی: الباویطی) یک شهر در مصر است که در استان جیزه واقع شده‌است.